# Гілфорд (Міссурі)
Гілфорд (англ. Guilford) — селище (англ. village) в США, в окрузі Нодавей штату Міссурі. Населення — 60 осіб (2020).

## Географія
Гілфорд розташований за координатами 40°10′7″ пн. ш. 94°44′9″ зх. д. / 40.16861° пн. ш. 94.73583° зх. д. (40.168620, -94.735772).  За даними Бюро перепису населення США в 2010 році селище мало площу 0,22 км², уся площа — суходіл.

## Демографія
Згідно з переписом 2010 року, у місті мешкало 85 осіб у 36 домогосподарствах у складі 23 родин. Густота населення становила 380 осіб/км².  Було 49 помешкань (219/км²).
Расовий склад населення:
| - 100,0 % — білих |

До двох чи більше рас належало 0,0 %. Частка іспаномовних становила 0,0 % від усіх жителів.
За віковим діапазоном населення розподілялося таким чином: 17,6 % — особи молодші 18 років, 75,3 % — особи у віці 18—64 років, 7,1 % — особи у віці 65 років та старші. Медіана віку мешканця становила 38,5 року. На 100 осіб жіночої статі у місті припадало 112,5 чоловіків;  на 100 жінок у віці від 18 років та старших — 118,8 чоловіків також старших 18 років.
Середній дохід на одне домашнє господарство  становив 43 703 долари США (медіана — 36 607), а середній дохід на одну сім'ю — 54 867 доларів (медіана — 61 875). За межею бідності перебувало 5,6 % осіб, у тому числі 0,0 % дітей у віці до 18 років та 0,0 % осіб у віці 65 років та старших.
Цивільне працевлаштоване населення становило 27 осіб. Основні галузі зайнятості: транспорт — 22,2 %, роздрібна торгівля — 22,2 %, освіта, охорона здоров'я та соціальна допомога — 22,2 %.